# Frankenstein (1910)
Frankenstein  é um filme de 1910 do genêro terror mudo. O filme é baseado no livro Frankenstein de Mary Shelley. Foi a primeira versão para os cinemas do Frankenstein. Algumas partes desse filme são coloridas, geralmente em sépia.
Esta curta metragem foi produzida nos "Edison Studios", escrito e dirigido por J. Searle Dawley e filmado em 3 dias no Bronx, Nova York.

## Sinopse
Frankestein é um jovem estudante de ciências, que se interessa pelos mistérios da vida e da morte. Sua grande ambição é criar um ser humano, e em uma noite, finalmente seu sonho é realizado. Mas para seu horror, ao invés de uma pessoa de beleza física e de graça, o que surge diante de seus olhos é um odioso monstro que o aterroriza o tempo todo. Ao final, o jovem estudante Frankenstein consegue se livrar do monstro.

## Elenco
- Mary Fuller ... Elizabeth
- Charles Ogle...O monstro
- Augustus Phillips...Frankenstein